# Microrregión de Jaguariaíva
La microrregión de Jaguariaíva es una de las microrregiones del estado brasileño del Paraná perteneciente a la mesorregión Centro Oriental Paranaense. Su población fue estimada en 2009 por el IBGE en 105.061 habitantes y está dividida en cuatro municipios. Posee un área total de 5.653,986 km².

## Municipios
- Arapoti
- Jaguariaíva
- Piraí do Sul
- Sengés

- Datos: Q2663807